# Matèria fotònica
La matèria fotònica és un estat de la matèria en el qual els fotons es comporten com si tinguessin massa i interaccionen els uns amb els altres, formant «molècules». En condicions normals, els fotons manquen de massa en repòs i no poden interaccionar.
Es pot obtenir matèria fotònica mitjançant «l'acoblament dispersiu de llum a àtoms amb un alt grau d'interacció i un estat de Rydberg molt excitat». L'acoblament és degut a un procés conegut com a «bloqueig de Rydberg», en el qual les excitacions provocades per un fotó limiten la gamma d'interaccions d'un altre fotó amb els àtoms que l'envolten, el que dona com a resultat una interacció entre els fotons en qüestió.